# Il y a des jours... et des lunes
Pour plus de détails, voir Fiche technique et Distribution.
Il y a des jours... et des lunes est un film français réalisé par Claude Lelouch, sorti en 1990.

## Synopsis
De l'influence de la Lune sur quelques personnages... 
Lors de la pleine lune, la vie de plusieurs hommes et femmes se croise et s'entrecroise. Certains vivent bien cette influence, mais par contre cette période est néfaste pour d'autres, d'autant plus que beaucoup sont perturbés par le changement d'heure qui a eu lieu la même nuit.
Finalement tous se retrouvent sur une petite place où se produit un dénouement dramatique.

## Fiche technique
- Titre : Il y a des jours... et des lunes
- Réalisation : Claude Lelouch, assisté de Paul Gueu
- Scénario : Claude Lelouch
- Dialogues : Valérie Bonnier, Claude Lelouch et Marc Rosenbaum
- Production : Claude Lelouch
- Musique : Erik Berchot et Francis Lai
- Photographie : Jean-Yves Le Mener et Michel Quenneville
- Montage : Sophie Bhaud et Hélène de Luze
- Décors : Jean-Charles Venet
- Costumes : Suzette Monlouis
- Pays d'origine :  France
- Format : Couleurs - 1,66:1 - Dolby - 35 mm
- Genre : comédie dramatique
- Durée : 117 minutes
- Date de sortie :
  - France : 11 avril 1990

## Distribution
- Gérard Lanvin : Gérard, le routier
- Patrick Chesnais : le médecin
- Annie Girardot : Annie, la femme seule
- Marie-Sophie L. : Sophie
- Francis Huster : le prêtre
- Vincent Lindon : Sylvain, le gérant de l'auberge
- Salomé Lelouch : Salomé, la fille de Sylvain
- Philippe Léotard : le chanteur abandonné
- Gérard Darmon : un motard lunatique
- Paul Préboist : le retraité qui sait tout
- Serge Reggiani : le père de Sophie
- Véronique Silver : la mère de Sophie
- Christine Boisson : Christine, la femme du gérant de l'auberge
- Charles Gérard : Charlot, l'homme au couteau
- Michel Creton : un deuxième homme au couteau
- Caroline Micla : Caroline, la mariée
- Jacques Gamblin : le mari de Caroline
- Patrick Bruel : le musicien qui manque son avion
- Didier Sauvegrain : le médecin des urgences
- Nicole Croisille : la chanteuse du mariage
- Anouk Aimée : elle-même (dans le film-annonce)
- Sophie Artur : l'infirmière
- Joëlle Miquel : la femme de ménage
- Florence Pernel : la secrétaire
- Claire Nadeau : la femme trompée
- Amidou : le motard au radar
- Éric Averlant
- Christiane Azéla
- Béatrice Burié
- Daniel Darnault
- Laurence Dubas
- Eugénia
- Christine Paolini
- Laurent Spielvogel : le gendarme en Estafette
- Gérard Surugue
- Jean-Michel Verner : un client satisfait
- Érik Berchot : Éric, l'antiquaire ami du prêtre
- la troupe du théâtre Aleph : les musiciens et danseurs
- Jorge Donn : le danseur au relais Total (non crédité)
- Jeanne Amaury (non créditée)

## Production
Il y a des jours... et des lunes est le trente et unième film de Claude Lelouch, que le réalisateur a tourné en trente et un jours pour les trente ans de Film 13. 

### Lieux de tournage
- Aéroport Paris-Charles de Gaulle, 95700, Roissy-en-France, Val-d'Oise, France
- Marnes-la-Coquette (Hauts-de-Seine) : place de l'Église
- La baie du Mont-Saint-Michel

## Autour du film
- À noter, les apparitions de Jean-Claude Dreyfus (l'homme responsable de l'accident), de Patrick Bruel (le musicien qui rate son avion), de Pierre Barouh (le conducteur de l'autocar) et de Jorge Donn (le danseur).
- Gerard Lanvin conduit une Alpine GTA V6 Turbo.

## Distinctions
- Mostra de Venise 1990 : Sélection officielle